# Bad van Marie
Bad van Marie is een Vlaams theatergezelschap, opgericht in 2001. De artistieke leiding is sinds het begin in handen van Peter Boelens. Vaak speelt het gezelschap op speciale locaties. Zo speelden ze al in bejaardentehuizen en in de gevangenis van Tongeren.

## Producties
- Helmstraat 88 (2001)
- Buxus! (2002)
- Rusthuisproject (2003)
- Vasio Levsky (2005)
- Gevangenis Tongeren (2006)
- www.win-een-auto.com (2007)
- AC Ransart (2008)
- De Bus (2010)
- Tuning (2010)
- Bedding Inc. (2011)
- Het gastgezin (2012)